# Poecilia latipinna
Poecilia latipinna (conhecido popularmente como molinésia latipina ou molinésia-de-vela-estreita) é uma das variedades de molinésia existente.
Sua principal característica é a nadadeira dorsal bem desenvolvida nos machos (as fêmeas não a possuem). Como muitas das variedades de molinésias é utilizada no aquarismo como peixe ornamental apresentando muitas variações de cores, são animais vivíparos, com ciclos de gestação que variam de acordo com a temperatura do habitat em que vivem, em regiões de clima frio temos a interrupçóes das gestações durante o inverno.. Difere-se da Poecilia velifera por apresentarem barbatanas dorsais maiores e pequenos pontos escuros e retangulares, enquanto na outra espécie estes pontos são luminosos .

## Habitat
Sua população original é proveniente do litoral Atlântico dos Estados Unidos da América, bacia hidrográfica do rio Cape Fear, até às bacias hidrográficas que desaguam na Região de Veracruz no México, habitam preferencialmente a região perto das margens dos rios, vivendo em meio a vegetação subaquática ou palustre e com águas turvas. Como todas as molinésias possui boa tolerância a salinidade preferindo habitar regiões com água ligeiramnete salobras nas proximidas da foz dos rios como estuários e mangues, o que não impede de serem encontradas em regiões de água doce ou mesmo em pleno oceano, havendo casos de populações que frequentam o mar pelo menos em parte do ano.

## Aquário
São peixes pacíficos com outras espécies, ideal para um aquário comunitário, porém os machos tornam-se muito agressivos entre si, principalmente em aquários de dimensões reduzidas.
No ambiente do aquário o ideal seria manter a temperatura em torno dos 26°C, sendo a faixa ideal variável entre 17°C e 27°C. O pH da água ideal seria entre 7 e 8.2, e o dH em torno de 12 a 34, desta maneira percebemos que certas populações necessitam de um ambiente com água mais salobra desta forma deve-se atentar para a tolerância das outras éspecies de peixe ao nível de salinidade, em caso de aquário comunitário
As molinésias são peixes onívoros, aceitando vários tipos de alimento, desde ração seca, a alimentos vivos, algas e alimentos vegetais são importantes em sua alimentação, desta forma são utilizadas no controle de algas em aquários plantados desde que o aquário ofereça parâmetros de água compatíveis.